# عبد الرحمن إرشيدات
عبد الرحمن سليمان إرشيدات (1887 - 27 أبريل 1961 ) سياسي أردني، كان وزيرا للمواصلات (الأشغال العامة والبرق والبريد) في عهد الملك عبد الله الأول بن الحسين. كان عضوا في مجلس الوصاية على العرش الأردني الذي حكم المملكة من وقت عزل الملك طلال بن عبد الله بن حسين إلى وقت بلوغ إبنه الملك الحسين بن طلال السن الدستوري في الثاني من شهر أيار 1953 م.

## نشأته
ولد في إربد و أنهى دراسته الإبتدائية في دمشق وذهب بعدها في بعثة دراسية إلى مدرسة العشائر في إسطنبول وهي مدرسة تجريبية أسسها السلطان عبد الحميد الثاني وأكمل تدريبه في المدرسة الملكية ذات المكانة الرفيعة .

## حياته السياسية
التحق بالعمل في الجهاز القضائي حيث خدم قاضيا في تبوك وحمص. شارك في المؤتمر السوري الأول في 7 يونيو 1919 كمندوب عن منطقة عجلون إربد. ثم تم تعيينه مدعيا عاما في إربد في 7 أكتوبر 1920. تولّى منصب وزير المواصلات في حكومة توفيق أبو الهدى المشكلة في 19 مايو 1943 وأقيل منها بتاريخ 13 يوليو 1944. 
أصبح عضو أول مجلس أعيان، والذي كان قد تشكّل بعد استقلال المملكة مباشرة حيث كان عدد الأعضاء عشرة فقط. ثم أصبح عضو مجلس الأعيان الرابع في الأول من نوفمبر عام 1951 إلى 31 أكتوبر 1955، وقد كان عدد أعضاء المجلس 20 عضوا. ثم عضو هيئة نيابة على العرش بتاريخ 4 يونيو 1952. وبعدها عضو هيئة وصاية على عرش الملك حسين من تاريخ 11 أغسطس 1952 إلى 2 مايو 1953. ثم عضو مجلس الأعيان الخامس من تاريخ 1 نوفمبر 1955 وحتى تاريخ 31 أكتوبر 1959.

## وفاته
توفي في السابع و العشرين من شهر إبريل سنة 1961 عن عمر يناهز 74 عاما.